# 七沟镇
七沟镇，是中华人民共和国河北省承德市平泉县下辖的一个乡镇级行政单位。

## 行政区划
七沟镇下辖以下地区：
七沟村、头杖子村、上平房村、榆树林村、东六沟村、柳树底村、东升社区村、崖门子社区村、白石庙村、圣佛庙村、茅兰沟村、银窝沟村和东庄村。